# Vụ án Xét lại chống Đảng
Vụ án Xét lại Chống Đảng, còn được chính quyền Việt Nam gọi là Vụ án Tổ chức chống Đảng, chống Nhà nước ta, đi theo chủ nghĩa xét lại hiện đại và làm tình báo cho nước ngoài mang mã số X77 là một vụ án chính trị do Trưởng Ban Tổ chức Trung ương Lê Đức Thọ và Bộ trưởng Bộ Công an Trần Quốc Hoàn trực tiếp chỉ đạo đưa đến việc bắt giam không xét xử nhiều nhân vật quan trọng của Đảng Lao động Việt Nam và nhà nước Việt Nam Dân chủ Cộng hòa từ năm 1967 với cáo buộc những người này đi theo Chủ nghĩa Xét lại và làm gián điệp, sau đó từ năm 1973 lần lượt thả tự do.
Vụ án này được phương Tây cho là bắt nguồn từ cuộc tranh chấp về đường lối chính trị trong nội bộ Đảng Lao động Việt Nam và chính quyền Việt Nam Dân chủ Cộng hòa. Một bên là Lê Duẩn, Nguyễn Chí Thanh, bên kia là Trường Chinh và Võ Nguyên Giáp. Hồ Chí Minh lúc đầu không ủng hộ phe nào cả nhưng sau chấp nhận đường lối của Lê Duẩn, mở đầu cho các cuộc bắt giữ năm 1963. Theo Trần Đĩnh, nhóm ủng hộ Lê Duẩn còn có Tố Hữu, Lê Đức Thọ, Hoàng Tùng. Tuy nhiên, đến thập niên 1990, các tài liệu do nhà sử học Ilya V. Gaiduk phát hiện tại kho lưu trữ mật của Liên Xô cho thấy trong quãng thời gian này, các nhân viên Đại sứ quán Liên Xô tại Hà Nội (có khả năng là có cả một số sĩ quan tình báo) quả thực đã liên lạc với một nhóm nhỏ các nhân vật bất mãn của Việt Nam Dân chủ Cộng hòa từng bị giáng chức từ nhiều năm trước đó. Nhóm những người bất mãn này đã yêu cầu Liên Xô can thiệp vào tình hình nội bộ của Việt Nam Dân chủ Cộng hòa. Theo Merle L. Pribbenow, miêu tả về nhóm này khá trùng khớp với các nhân vật bị bắt trong vụ án. Việc phát hiện những nhân vật trong nội bộ có liên hệ với tình báo Liên Xô là quá đủ để chính phủ Việt Nam Dân chủ Cộng hòa thực hiện các cuộc bắt giữ nhanh chóng, khi mà một mối nguy về gián điệp và khe hở về an ninh đã lộ diện.

## Bối cảnh
Vào tháng 9 năm 1953, Nikita Sergeyevich Khrushchyov được bầu làm bí thư thứ nhất Ban Chấp hành Trung ương Đảng Cộng sản Liên Xô. Tại đại hội lần thứ 20 Đảng Cộng sản Liên Xô, ông đã đọc một bản báo cáo về sự sùng bái cá nhân Stalin. Ông chủ trương chung sống hòa bình với thế giới Tư bản ("Các nước không cùng lập trường chính trị có thể sống chung."); theo chính sách này, các nước cộng sản không nên tìm kiếm đối đầu quân sự với phương Tây mà cần theo đuổi cạnh tranh kinh tế với khối tư bản. Đường lối của Khrushchyov bị Trung Quốc, dưới thời Mao Trạch Đông, chống lại và gọi là "Chủ nghĩa Xét lại".
Tại Việt Nam, đảng viên cộng sản phân hóa thành hai nhóm, một nhóm chấp nhận chính sách xét lại của Khrushchev (chủ trương tạm thời sống hòa bình với Hoa Kỳ), không phát động chiến tranh vũ trang giải phóng miền Nam mà cho rằng phải xây dựng nền tảng chủ nghĩa xã hội ở miền Bắc trước khi đấu tranh vũ trang ở miền Nam. Họ hi vọng có thể thống nhất hòa bình như Hiệp định Genève quy định; ngược lại, nếu phát động đấu tranh vũ trang sẽ đẩy Hoa Kỳ nhảy vào trực tiếp tham chiến, và khi đó chẳng những sẽ thất bại mà còn làm mất lòng Liên Xô. Nhóm kia ủng hộ quan điểm của Trung Quốc, muốn theo đuổi chính sách cứng rắn của Mao Trạch Đông, ủng hộ tổ chức ngay chiến tranh giải phóng miền Nam. Đại tướng Nguyễn Chí Thanh đã từng phát biểu chỉ trích Liên Xô và nhóm "chủ hòa" rằng: "Chúng tôi không ảo tưởng và không đánh giá thấp Mỹ, có điều chúng tôi không sợ. Nếu ai đó cứ cho rằng kiên quyết chống Mỹ là sẽ thất bại và dẫn đến chiến tranh hạt nhân, thì chỉ còn có cách đầu hàng chủ nghĩa đế quốc". Trong hồi ký Tử tù tự xử lí của Trần Thư, ông mô tả lúc bấy giờ "tâm lý chủ chiến bao trùm xã hội miền Bắc". Trong giai đoạn 1954-1959, theo BBC Việt ngữ, Hồ Chí Minh và Võ Nguyên Giáp ủng hộ ý kiến của nhóm đầu tiên vì cơ hội thi hành Hiệp định Genève vẫn còn; đến sau năm 1959, khi cơ hội thi hành Hiệp định Genève không còn thì hai người ủng hộ quan điểm của nhóm kia.
Xung khắc quan điểm giữa Hà Nội và Moskva dẫn đến việc Liên Xô gây áp lực, đe dọa cắt viện trợ cho Việt Nam Dân chủ Cộng hòa. Quan hệ Việt-Xô chỉ cải thiện sau khi Leonid Ilyich Brezhnev lên thay thế Khrushchyov năm 1964. Liên Xô sau đó lại viện trợ cho Hà Nội dồi dào trong cuộc ganh đua ảnh hưởng quốc tế với Bắc Kinh.
Trong khi đó, tình hình tại Việt Nam giữa hai miền Nam Bắc từ năm 1960 trở đi đã khiến Hiệp định Genève coi như không thể thi hành được nữa. Hội nghị Trung ương lần thứ 9 tháng 12 năm 1963 cuối cùng chính thức thừa nhận đấu tranh vũ trang là hình thức đấu tranh chủ yếu, kêu gọi các lực lượng cách mạng miền Nam tìm cách giành thắng lợi trong thời gian ngắn nhất, nhưng không đưa quân chủ lực từ miền Bắc vào chi viện để không tạo cớ cho Mỹ nhảy vào. Nghị quyết này cũng đòi hỏi Đảng dẹp mọi hành động chống đối bằng cách loại bỏ những thành phần không tuân phục.

## Diễn biến
Tháng 9 năm 1963, Lê Đức Thọ, Trưởng ban Tổ chức Trung ương, đăng một bài báo trên báo Nhân dân nói rằng một số đảng viên bị ảnh hưởng của "chủ nghĩa xét lại" nên nghi ngờ chiến lược thống nhất đất nước của Đảng.
Tại Hội nghị Trung ương lần thứ IX, Lê Duẩn, Lê Đức Thọ và Phạm Hùng đã phê phán chủ trương chung sống hòa bình và hội nghị kết thúc với nghị quyết xác định lập trường đứng về phía Trung Quốc lên án "chủ nghĩa xét lại Khrushchyov", đẩy mạnh công cuộc đấu tranh bằng vũ lực ở miền Nam. Sau Hội nghị Trung ương lần thứ 9, báo chí tăng cường phê phán "chủ nghĩa xét lại hiện đại". Lê Đức Thọ cho đăng loạt bài "Tăng cường mặt trận tư tưởng để củng cố Đảng", nói rằng một thiểu số trong đảng không đi theo đường lối đã vạch ra và thông báo các đảng viên sẽ phải dự các lớp học tập và chỉnh huấn để thấm nhuần nghị quyết của Hội nghị Trung ương 9. Chiến dịch chống "chủ nghĩa xét lại" diễn ra sau đó được xem là một bước đi quyết định của phe Lê Duẩn nhằm loại bỏ những người bị coi là chống Đảng và chuẩn bị kế hoạch tăng cường đấu tranh vũ trang ở miền Nam Việt Nam.
Những bất đồng của hai nhóm trong nội bộ đảng không dừng lại ở năm 1963-1964 mà kết thúc bằng đợt bắt giữ những người ủng hộ quan điểm của Khrushchyov vào năm 1967, theo tường thuật của Trần Đĩnh, người tự nhận là đã viết tiểu sử chính thức cho Hồ Chí Minh. Lê Duẩn đã lợi dụng cơ hội này để vô hiệu hóa đối thủ trong nước và thiết lập hệ thống công an chặt chẽ ở miền Bắc. Việc thanh lọc để bắt những nhân vật trong vụ án được diễn ra vào năm 1967, vào thời điểm xây dựng bản Nghị quyết 14 ban hành vào đầu năm 1968, đúc kết và định hướng cho cuộc Tổng công kích Tết Mậu Thân năm 1968. Ông Vũ Thư Hiên cho rằng: "Trong vụ án này, đối tượng của họ chưa biết là xét lại hay là không, nhưng đều không đồng tình với quan điểm dùng bạo lực cách mạng để giải phóng miền Nam Việt Nam."

## Những nhân vật trong vụ án
Một nghiên cứu về sự kiện này của Sophie Quinn-Judge được công bố trên tạp chí Journal of Cold War History tháng 11 năm 2005. Nghiên cứu ước lượng trong Vụ án Xét lại Chống Đảng, khoảng 300 người bị bắt, trong đó có 30 nhân vật cao cấp.
- Những người bị bắt gồm có nhiều đảng viên lão thành, tướng lĩnh, nhà nghiên cứu và nhà báo:
  - Viện trưởng Viện Triết học Mác-Lênin Hoàng Minh Chính (được coi là đứng đầu nhóm Xét lại Chống Đảng, bị bắt ngày ngày 27 tháng 7 năm 1967)
  - Vụ trưởng Lễ tân Bộ Ngoại giao Vũ Đình Huỳnh (cựu bí thư của Hồ Chí Minh, cựu tù Sơn La, từng là thành viên Việt Nam Thanh niên Cách mạng Đồng chí Hội, cha Vũ Thư Hiên, bị giam 6 năm trong Vụ án Xét lại Chống Đảng, bị bắt ngày ngày 18 tháng 10 năm 1967)[15]
  - Đại tá Lê Trọng Nghĩa, cục trưởng Cục Tình báo quân đội (bị bắt ngày 6 tháng 1 năm 1968)
  - Đại tá Lê Minh Nghĩa, chánh văn phòng Bộ Quốc phòng
  - Đại tá Đỗ Đức Kiên, cục trưởng Cục Tác chiến
  - Phó Tổng Biên tập báo Quân đội Nhân dân Hoàng Thế Dũng
  - Phó giám đốc nhà xuất bản Sự thật, nguyên Tỉnh ủy viên tỉnh ủy Quảng Bình Nguyễn Kiến Giang
  - Giám đốc nhà xuất bản Sự thật Minh Tranh
  - Phó bí thư thành ủy Hà Nội kiêm Phó chủ tịch Ủy ban Hành chính Thành phố Hà Nội Trần Minh Việt
  - Phó tổng biên tập báo Hà Nội Mới Phạm Hữu Viết
  - Phó tổng biên tập tạp chí Học Tập Phạm Kỳ Vân
  - Tổng thư kí toà báo Quân đội Nhân dân Trần Thư
  - Nhà báo Vũ Thư Hiên
  - nhà văn Bùi Ngọc Tấn
- Những người không bị bắt nhưng bị khai trừ đảng:
  - Bộ trưởng Bộ Ngoại giao Ung Văn Khiêm
  - Thứ trưởng Bộ Văn hóa Lê Liêm
  - Thiếu tướng Đặng Kim Giang
  - Thứ trưởng Bộ Quốc phòng Nguyễn Văn Vịnh
  - Phó chủ nhiệm Ủy ban Khoa học nhà nước Bùi Công Trừng
- Những người xin tị nạn tại Liên Xô gồm khoảng 40 người, lúc đó đang đi học hay đi công tác ở Liên Xô:
  - Phó chủ tịch Ủy ban Hành chính Hà Nội Nguyễn Minh Cần
  - Đại tá Lê Vinh Quốc, Chính uỷ sư đoàn 308, Phó chính uỷ Quân khu III
  - Thượng tá Đỗ Văn Doãn, nguyên Tổng biên tập Báo Quân đội Nhân dân

Ngoại trưởng Ung Văn Khiêm bị quy trách nhiệm về bản tuyên bố chung "thân Liên Xô" trong chuyến thăm Việt Nam vào tháng 1 năm 1963 của Chủ tịch Tiệp Khắc Novotny và bị thay thế bởi Xuân Thủy.
Ở cương vị Viện trưởng Viện Triết học, Hiệu phó trường đảng Nguyễn Ái Quốc, một trong những lý thuyết gia của đảng, ông Hoàng Minh Chính được Trường Chinh giao nhiệm vụ soạn thảo bản Báo cáo chính trị của Hội nghị Trung ương 9. Bản báo cáo ông Hoàng Minh Chính bị bác bỏ, nhưng ông đã tự ý phân phát bài viết mang tựa đề "Về chủ nghĩa giáo điều ở Việt Nam" cho một số đại biểu tham dự hội nghị. Một số các đại biểu đã hưởng ứng lập trường này như Bùi Công Trừng, Lê Liêm, Ung Văn Khiêm. Chính vì thế ông Hoàng Minh Chính bị coi là người đứng đầu nhóm Xét lại Chống Đảng.
Theo Trần Đĩnh thì đại sứ Liên Xô ở Hà Nội là Cherbakov đã cố can thiệp xin thả một số nhân vật nhưng chính quyền từ chối.

## Nguyên nhân của vụ án
Nguyên nhân của vụ án đến nay vẫn chưa rõ ràng. Nhiều nhân vật bị bắt trong thời kỳ này cho rằng nguyên nhân của Vụ án Xét lại Chống Đảng là vì Lê Duẩn và Lê Đức Thọ muốn dùng "hiểm họa xét lại" để hạ bệ tướng Võ Nguyên Giáp. Đồng quan điểm này trong bài "Revisionism in Vietnam" (1995), Judith Stowe cũng nói ông Võ Nguyên Giáp "là đối tượng chính của chiến dịch bài trừ khuynh hướng xét lại."
Tuy nhiên Sophie Quinn Judge lại cho rằng Vụ án Xét lại Chống Đảng thể hiện một cuộc đấu tranh tư tưởng, chứ không chỉ đơn thuần mang tính đấu đá cá nhân. "Đó là cuộc cạnh tranh giữa [một bên là nguyện vọng] thống nhất dân tộc (trong khuôn khổ liên minh yêu nước), phát triển khoa học và tiến bộ kĩ thuật với [phía bên kia là] khát vọng cách mạng của quần chúng và sức mạnh biến đổi của cách mạng bạo lực. Nhóm thứ nhất dựa trên quan điểm rằng trí thức có vai trò quan trọng trong xã hội cộng sản, trong khi nhóm kia đặt giá trị cộng sản lên trên tri thức."
Tuy nhiên, trong hồi ký của mình, Võ Nguyên Giáp phủ nhận việc ông có bất đồng với Lê Duẩn, bản thân ông cũng ủng hộ quan điểm đấu tranh vũ trang giải phóng miền Nam. Ngoài ra, những nhà lãnh đạo Việt Nam chỉ ủng hộ quan điểm đấu tranh vũ trang của Trung Quốc, còn những vấn đề khác họ vẫn ủng hộ Liên Xô. Thực tế, họ cũng đã từ chối đề nghị của phó thủ tướng Đặng Tiểu Bình về việc Trung Quốc sẽ giúp đỡ mạnh mẽ hơn nữa nếu Việt Nam chấm dứt quan hệ với Liên Xô. Báo chí Việt Nam cũng bóng gió nói về "sự đe dọa từ phía Bắc" từ thời phong kiến. Trong một bài phát biểu tháng 5-1966, Lê Duẩn đã phản bác quan điểm của Trung Quốc, bảo vệ quyền được quan hệ với Liên Xô và đề nghị thái độ hòa giải với "các nước xét lại".
Đến thập niên 1990, các tài liệu do nhà sử học Ilya Gaiduk phát hiện tại kho lưu trữ của Liên Xô cho thấy trong quãng thời gian này, các nhân viên Đại sứ quán Liên Xô tại Hà Nội (có khả năng là có cả một số sĩ quan tình báo) quả thực đã liên lạc với một nhóm nhỏ các nhân vật bất mãn của Việt Nam Dân chủ Cộng hòa từng bị giáng chức từ nhiều năm trước đó. Nhóm bất mãn này đã yêu cầu Liên Xô can thiệp vào tình hình nội bộ của Việt Nam Dân chủ Cộng hòa Theo Merle L. Pribbenow, miêu tả về nhóm này khá trùng khớp với các nhân vật bị bắt trong vụ án. Việc phát hiện những nhân vật trong nội bộ có liên hệ với tình báo Liên Xô là quá đủ để chính phủ Việt Nam Dân chủ Cộng hòa thực hiện các cuộc bắt giữ nhanh chóng, khi mà một mối nguy về gián điệp và khe hở về an ninh đã lộ diện

## Nhận định
Trong bức thư gửi Ban chấp hành Trung ương Đảng cộng sản Việt Nam khóa VII, ngày 18 tháng 7 năm 1995, ông Lê Hồng Hà, nguyên Chánh Văn phòng, Vụ trưởng Vụ tổng hợp Bộ Nội vụ viết về Vụ án Xét lại Chống Đảng: "Có thể nói, sau những sai lầm, oan trái rộng rãi trong Cải cách ruộng đất và Chỉnh đốn tổ chức (1956), thì đây là vụ án oan sai lớn nhất trong lịch sử Đảng ta, xét về quy mô, tính chất. Và, có thể nói không ngoa, đây là vụ án oan sai lớn nhất trong hàng ngũ những người yêu nước Việt Nam của thế kỷ XX".
Trả lời BBC về Vụ án Xét lại Chống Đảng, Giáo sư Nguyễn Trọng Phúc, Học viện Chính trị - Hành chính Quốc gia Hồ Chí Minh cho biết: "Năm 1993 và 1994, Bộ Chính trị Đảng Cộng sản Việt Nam đã kết luận sai phạm của những người trong nhóm đó là hoàn toàn đúng sự thật và phải xử lý như vậy thôi."